# Nihon Hidankyo
Nihon Hidankyo (Japanse afkorting van Japan Confederation of A- and H-Bomb Sufferers Organization)  is een Japanse organisatie, die zich sinds 1956 inzet voor een wereld zonder kernwapens. In 2024 won de organisatie de Nobelprijs voor de Vrede.
Nihon Hidankyo is een beweging van de honderdduizenden hibakusha, de bijnaam voor de overlevenden van de Amerikaanse atoombommen op Hiroshima en Nagasaki in de zomer van 1945.

## Geschiedenis
Op 6 en 9 augustus van het jaar 1945 werden de steden Hiroshima en Nagasaki door de Amerikaanse luchtmacht aangevallen met een atoombom. Een aantal dagen hierna gaf Japan zich over aan de Amerikanen. Hiermee kwam de Tweede Wereldoorlog  ten einde. Naar schatting 250.000 mensen kwamen om het leven door de explosie, de vlammenzee of naderhand aan hun verwondingen en ziektes, veroorzaakt door straling. Nog 100.000 slachtoffers van de explosies kunnen het verhaal navertellen. Zij hebben lang moeten wachten op erkenning van de Japanse overheid.
De eerste foto's van de verminkte slachtoffers waren pas in 1951 in de Japanse kranten te zien en het zou nog langer duren voordat de overheid in Tokyo hun lot officieel erkende.
In 1956 sloegen de slachtoffers de handen ineen en kwamen samen om een organisatie te stichten om hun belangen te behartigen. Zoals ze het zelf formuleerden: Dit is een onvergetelijk moment voor ons die het overleefd hebben. We zijn dankbaar dat we dit kunnen doen, hoewel het alleen maar woorden zijn namens de geluidloze stemmen van diegenen die een afschuwelijk einde van hun leven kregen.
In 1957 vroeg Hidankyo om inwerkingtreding van een speciale wet voor atoombomslachtoffers. Een soortgelijk voorstel in 1968 haalde het ook niet  in het parlement. Uiteindelijk werd in 1994 een wet voor de Hibakusha aangenomen, zonder dat de staat  de verantwoordelijkheid voor de oorlog op zich nam. 
In 2016 waren er nog bijna 175.000 in leven, met Hibaskusha-afdelingen in heel Japan.  In dat jaar keert de organisatie zich ook tegen de Japanse staat en betoogt dat Japan zelf de oorlog is begonnen, die leidde tot het gebruik van de atoombommen. Ze eisen dan nogmaals een erkenning van schuld door de regering en daarna een uitkering ter compensatie.

## Toekomst
In 2017 ging de Nobelprijs voor de Vrede naar de Internationale Campagne voor de Afschaffing van Kernwapens, die ook waarschuwt voor de rampzalige gevolgen voor de mensheid van ieder gebruik van kernwapens voor de mensheid. Na een periode van het streven naar wereldwijde ontwapening, aan het einde van de Koude Oorlog, is er opnieuw dreiging van het inzetten van kernwapens.
Het taboe over het gebruik van kernwapens is aan het verdwijnen. Na de Russische inval in Oekraïne heeft Poetin meermaals aangegeven nucleaire aanvallen op westerse landen niet uit te sluiten, schrijft de NRC.
Na de toekenning van de Nobelprijs uitte Hidankyo haar dankbaarheid voor deze erkenning, maar maakt men zich grote zorgen over de toekomst. Ze vragen zich af, of het mogelijk is dat de jonge generatie hun strijd voor een atoombomvrije wereld op zich zal nemen.
Deze actiegroep wijst atoomenergie als zodanig niet af, zolang het maar voor vreedzame doeleinden wordt gebruikt.
De gemiddelde leeftijd van de Hibakusha is nu 85 jaar. Het is de vraag, hoe lang hun verhalen uit de eerste hand nog te horen zullen zijn. Bij de oprichtingsvergadering, op 10 augustus 1956, sloot Hidankyo  een  boodschap voor de wereld af met de tekst: We zijn blij dat we nog leven.
1901: Dunant, Passy ·
1902: Ducommun, Gobat ·
1903: Cremer ·
1904: Institut de Droit International ·
1905: Von Suttner ·
1906: Roosevelt ·
1907: Moneta, Renault ·
1908: Arnoldson, Bajer ·
1909: Beernaert, Balluet d'Estournelles de Constant ·
1910: IPB ·
1911: Asser, Fried ·
1912: Root ·
1913: La Fontaine ·
1917: ICRC ·
1919: Wilson ·
1920: Bourgeois ·
1921: Branting, Lange ·
1922: Nansen ·
1925: Chamberlain, Dawes ·
1926: Briand, Stresemann ·
1927: Buisson, Quidde ·
1929: Kellogg ·
1930: Söderblom ·
1931: Addams, Butler ·
1933: Angell ·
1934: Henderson ·
1935: Von Ossietzky ·
1936: Lamas ·
1937: Cecil ·
1938: Office international Nansen pour les réfugiés ·
1944: ICRC ·
1945: Hull ·
1946: Balch, Mott ·
1947: Friends Service Council, American Friends Service Committee ·
1949: Orr ·
1950: Bunche ·
1951: Jouhaux ·
1952: Schweitzer ·
1953: Marshall ·
1954: Hoog Commissariaat voor de Vluchtelingen (UNHCR) ·
1957: Pearson ·
1958: Pire ·
1959: Noel-Baker ·
1960: Luthuli ·
1961: Hammarskjöld ·
1962: Pauling ·
1963: ICRC, IFRC ·
1964: King ·
1965: UNICEF ·
1968: Cassin ·
1969: Internationale Arbeidsorganisatie ·
1970: Borlaug ·
1971: Brandt ·
1973: Kissinger, Lê Đức Thọ ·
1974: MacBride, Satō ·
1975: Sacharov ·
1976: Williams, Corrigan ·
1977: Amnesty International ·
1978: Sadat, Begin ·
1979: Moeder Teresa ·
1980: Esquivel ·
1981: Hoog Commissariaat voor de Vluchtelingen (UNHCR) ·
1982: Myrdal, Robles ·
1983: Wałęsa ·
1984: Tutu ·
1985: IPPNW ·
1986: Wiesel ·
1987: Arias ·
1988: VN-vredesmacht ·
1989: Gyatso ·
1990: Gorbatsjov ·
1991: Suu Kyi ·
1992: Menchú ·
1993: Mandela, De Klerk ·
1994: Arafat, Peres, Rabin ·
1995: Rotblat, Pugwash Conferences on Science and World Affairs ·
1996: Ximenes Belo, Ramos-Horta ·
1997: ICBL, Williams ·
1998: Hume, Trimble ·
1999: AzG ·
2000: Dae-jung ·
2001: VN, Annan ·
2002: Carter ·
2003: Ebadi ·
2004: Maathai ·
2005: IAEA, El-Baradei ·
2006: Grameen Bank, Yunus ·
2007: Gore, IPCC ·
2008: Ahtisaari ·
2009: Obama ·
2010: Liu ·
2011: Johnson Sirleaf, Gbowee, Karman ·
2012: Europese Unie ·
2013: OPCW ·
2014: Satyarthi, Yousafzai ·
2015: Kwartet voor Nationale Dialoog in Tunesië ·
2016: Santos ·
2017: ICAN ·
2018: Mukwege, Murad Basee ·
2019: Ahmed ·
2020: Wereldvoedselprogramma ·
2021: Ressa, Moeratov ·
2022: Bjaljazki, Memorial, Centrum voor Burgerlijke Vrijheden ·
2023: Mohammadi ·
2024: Nihon Hidankyo
- CiNii: DA04593651
- Gemeinsame Normdatei: 1187985945
- Library of Congress Control Number: nr90012567
- Bibliotheek van het Japanse parlement: 00293589
- Nationale Bibliotheek van Israël: 987007266063905171
- Virtual International Authority File: 143506662